# 12"ers
12"ers – album muzyczny Phila Collinsa zawierający remiksy jego piosenek zamieszczonych na płycie No Jacket Required.

## Lista utworów
1. „Take Me Home” – 8:07
2. „Sussudio” – 6:35
3. „Who Said I Would” – 5:51
4. „Only You Know And I Know” – 6:56
5. „Don't Lose My Number” – 6:36
6. „One More Night” – 6:24